# Сагамихара
Сагамихара е град в префектура Канагава, Япония. Населението му е 723 012 жители (по приблизителна оценка от октомври 2018 г.). Площта му е 328,84 km². Кмет към 2011 г. е Тошио Каяма. Намира се в часова зона UTC+9.

## Побратимени градове
- Торонто
- Трейл (Британска Колумбия)